# Руф и Зосима Римские
Руф и Зосима (погибли в 107 году) — святые мученики Римские. День памяти — 18 декабря.
Святые мученики Руф и Зосима (Rufus and Zosimus) были доставлены в Рим вместе со святым Игнатием Антиохийским и были преданы там смерти за стойкое исповедание Христовой веры во времена гонений императора Траяна. Св. Поликарп говорит о них в своём письме к Филиппианам (c. ix).